# Peter Debye

Peter Debye (ca. 1950)

Peter Debye (Taufname Petrus Josephus Wilhelmus, * 24. März 1884 in Maastricht, Niederlande; † 2. November 1966 in Ithaca, New York) war ein niederländischer Physiker und theoretischer Chemiker und erhielt 1936 den Nobelpreis für Chemie.

## Leben
Sein Vater, Johannes Wilhelmus Debije (1859–1937), war Werkmeister in der Metallwarenfabrik J. G. Lambriex und seine Mutter, Maria Anna Barbara Ruemkens (1859–1940), Kassiererin am Theater. Er hatte eine vier Jahre jüngere Schwester. In seiner Jugend besuchte er häufig die Oper.
Debye erhielt seine Ausbildung in Deutschland. Er studierte an der RWTH Aachen Elektrotechnik und arbeitete nach der Beendigung seines Studiums 1905 als Assistent für Technische Mechanik an der Hochschule. Er war in Aachen Student von Arnold Sommerfeld, der ihn nach seinem Wechsel 1906 an die Ludwig-Maximilians-Universität München mitnahm. Debye arbeitete dort im Bereich der theoretischen Physik und wurde 1908 promoviert mit einer Arbeit über Strahlungsdruck: Der Lichtdruck auf Kugeln von beliebigem Material. 1910 folgte die Habilitation. Im Jahr darauf wurde er Professor für Theoretische Physik an der Universität Zürich als Nachfolger von Albert Einstein, wo er zwei Jahre blieb. Es folgten Professuren an der Universität Utrecht ab 1912, ab 1913 an der Universität Göttingen, ab 1920 an der ETH Zürich, ab 1927 an der Universität Leipzig und ab 1934 an die Friedrich-Wilhelms-Universität zu Berlin.
Seit 1935 war Debye Direktor des Kaiser-Wilhelm-Instituts für Physik in Berlin-Dahlem. Zwischen 1936 und 1939 war er auch Mitglied des Senats der Kaiser-Wilhelm-Gesellschaft. Als Vorsitzender der Deutschen Physikalischen Gesellschaft (DPG), der er 1937 bis 1939 war, sah sich Debye 1938 genötigt, in einem Rundschreiben die verbliebenen jüdischen Mitglieder zum Austritt aufzufordern. Als das nationalsozialistische Regime von Debye die Annahme der deutschen Staatsbürgerschaft verlangte, lehnte er dies ab; er ließ sich beurlauben, ging mit Frau und Sohn 1940 in die USA und lehrte ab 1940 an der Cornell University in Ithaca, New York. Gleichzeitig teilte er den deutschen Behörden mit, seine Direktorenschaft am Kaiser-Wilhelm-Institut nur vorübergehend ruhen lassen zu wollen. Ein Grund war, dass er seine in Berlin verbliebene Tochter unterstützen wollte. Er fungierte noch bis zur Einstellung der Zeitschrift 1945 als Herausgeber der unter Mitwirkung der Physikalisch-Technischen Reichsanstalt veröffentlichten Physikalischen Zeitschrift. 1941 wurde er US-Staatsbürger, so dass er danach an kriegswichtiger Forschung über Kunststoffe beteiligt sein konnte. Auch nach dem Krieg setzte er die Polymerforschung fort. 1952 ging er an der Cornell University offiziell in den Ruhestand, forschte dort aber weiter bis zu seinem Tod. Peter Debye starb am 2. November 1966 in Ithaca, New York, an den Folgen einer Herzerkrankung.
Zu seinen Doktoranden zählten Lars Onsager und Paul Scherrer sowie Hertha Sponer und zu seinen Habilitanden sein Assistent in Zürich Erich Hückel.

## Ehrungen und Mitgliedschaften
Er war Mitglied der Sächsischen Akademie der Wissenschaften in Leipzig, der Preußischen Akademie der Wissenschaften, der Bayerischen Akademie der Wissenschaften, der Göttinger Akademie der Wissenschaften (1916), der Russischen Akademie der Wissenschaften (1924), der American Academy of Arts and Sciences (1927), der American Philosophical Society (1936) sowie der Heidelberger Akademie der Wissenschaften und ab 1932 der Leopoldina, ab 1947 der National Academy of Sciences.
Neben dem Nobelpreis (1936) erhielt er 1963 die Priestley-Medaille, 1930 die Rumford-Medaille, 1937 die Franklin-Medaille und 1965 die National Medal of Science. 1950 wurde ihm die Max-Planck-Medaille verliehen.
1970 wurde der Mondkrater Debye und 2002 der Asteroid (30852) Debye nach ihm benannt. Ihm zu Ehren vergibt die American Chemical Society den Peter Debye Award in Physikalischer Chemie. In Gewerbeparks an den Stadträndern von Leipzig und von Aachen wurden Straßen nach Peter Debye benannt.
Nach Peter Debye war die cgs-Einheit (1 Debye) des elektrischen Dipolmomentes benannt.

## Privates
Debye war seit 1913 mit Mathilde Alberer verheiratet, mit der er einen Sohn Peter P. Debye (geboren 1916) hatte, der ebenfalls Physiker war und mit ihm auch zusammenarbeitete, und eine Tochter Mathilde Maria (geboren 1921). Zu seinen Hobbys zählten Forellenfischen und Blumenzucht.

## Wissenschaftliche Leistungen

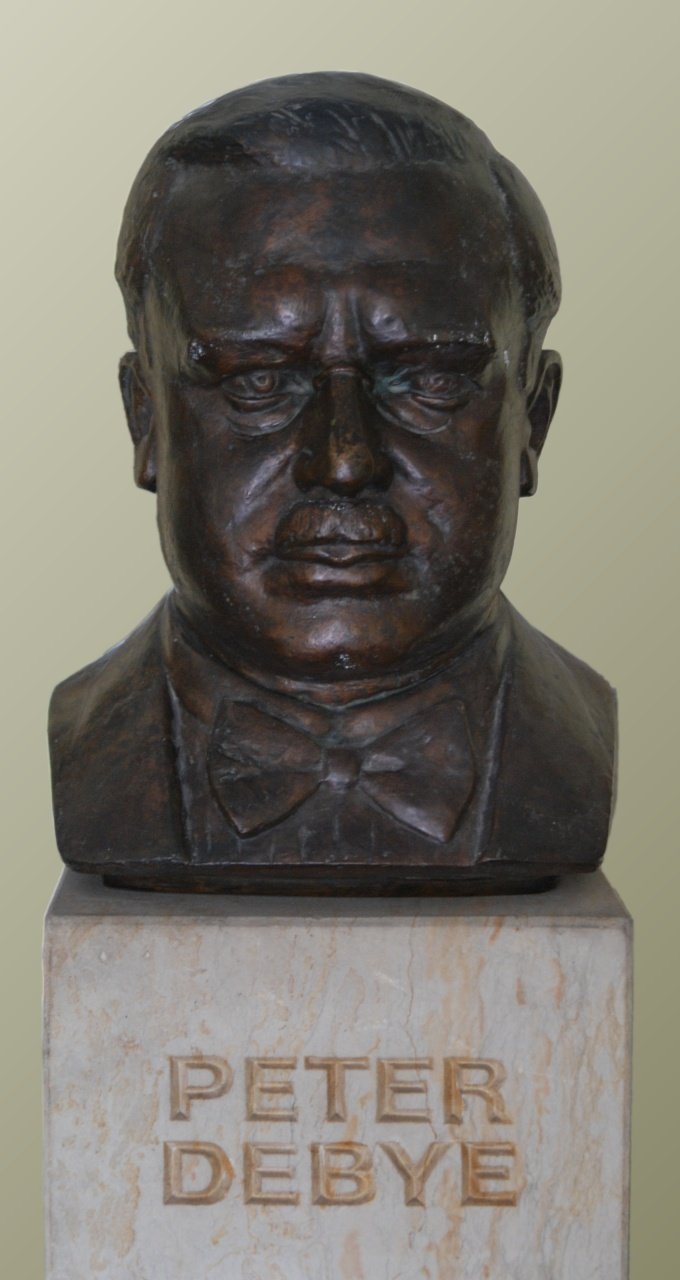
Debye im Foyer der Universität Leipzig

Debye leistete herausragende Beiträge in mindestens fünf Gebieten:
1. im Bereich Quantenphysik: Debye-Theorie der spezifischen Wärmekapazität von Materie bei tiefen Temperaturen (siehe Debye-Temperatur). Die Debye-Theorie stellte eine der ersten theoretischen Bestätigungen der bereits rund 10 Jahre davor erstmals vorgestellten Quantenthese dar.[7]
2. in der Elektrochemie: (Ionenaktivitäten, Debye-Radius),
3. in der Röntgenstrukturanalyse: (Debye-Scherrer-Verfahren, Debye-Waller-Faktor)
4. in der Chemie elektrolytischer Lösungen: (Debye-Hückel-Theorie)
5. in der Mikrowellenspektroskopie von Flüssigkeiten: (Debye-Funktion).

In seinen späten Forscherjahren beschäftigte er sich mit dem Verständnis von Polymermolekülen. 1936 erhielt er den Nobelpreis für Chemie „für seine Beiträge zu unserer Kenntnis der Molekularstrukturen durch seine Forschungen über Dipolmomente (Debye-Gleichung), über Beugung der Röntgenstrahlen und Elektronen in Gasen.“
Von ihm stammen die nach ihm benannten Debyeschen Funktionen, die er in der Debye-Theorie (siehe oben) verwendete.

## Geschichtsdebatte 2006–2011
Im Januar 2006 erschien ein niederländisches Buch von Sybe Rispens (Einstein in Nederland) über die Beziehung von Einstein zu den Niederlanden; der Nobelpreisträger Martinus Veltman steuerte ein Vorwort bei. Rispens stellte Debyes DPG-Rundschreiben von 1938 heraus und behauptete, Einstein habe 1940 die Berufung von Debye nach Cornell zu verhindern versucht, da er von dessen enger Verbindung zu den nationalsozialistischen Machthabern gehört habe. Daraufhin beschloss die Universität Utrecht, ihr Debye-Institut umzubenennen, und die Universität Maastricht, den Debye-Preis nicht weiter zu verleihen. Den Wissenschaftlern, die gegen diese Entscheidungen protestierten, schloss sich auch Veltman an, der im Mai 2006 sein Vorwort zu Rispens' Buch zurückzog.
In der Folge befassten sich zwei Kommissionen mit Debyes Haltung zum NS-Regime. Sie kamen zum Ergebnis, dass Debye kein Parteimitglied und kein Anhänger des NS-Regimes war, nicht an deutschen Kriegsvorbereitungen mitwirkte und kein Antisemit war. Den Ausschluss jüdischer Mitglieder aus der DPG habe Debye unter den gegebenen Umständen für unausweichlich gehalten; es wurde darauf hingewiesen, dass sich auch die Königlich Niederländische Akademie dem NS-Regime gebeugt und Einstein die Ehrenmitgliedschaft entzogen hat. Rispens' Behauptung, Einstein habe Debyes Berufung in die USA verhindern wollen, erwies sich als haltlos.
Im Januar 2008 sprach die von den Universitäten Utrecht und Maastricht eingesetzte Kommission unter Leitung von Jan Terlouw die Empfehlung aus, die Entscheidungen von 2006 zurückzunehmen. Die Universität Utrecht folgte der Empfehlung und stellte den Namen Debye-Institut wieder her. Die Universität Maastricht hingegen blieb dabei, an der Verleihung des Debye-Preises nicht mehr mitzuwirken. Der Hauptsponsor des Preises, die Edmond Hustinx Foundation in Maastricht, kündigte jedoch an, diesen fortzusetzen, allerdings in einer veränderten Form. Es wird nicht mehr ein verdienter Wissenschaftler ausgezeichnet, sondern zwei Preise in Höhe von je 2.000 Euro an Studierende verliehen, die an der Zuyd Hogeschool ein gutes Forschungsvorhaben im Bereich der praktischen Chemie vorweisen können, sowie drei Preise in Höhe von je 500 € an die Autoren von Chemieprojekten an den drei Maastrichter Gymnasien. Debyes Geburtsstadt Maastricht erklärte, keinen Grund zu sehen, Debyelaan und Debyeplein (Straße und Platz) umzubenennen.